# جودیث شایندلن
جودیث شایندلن (به انگلیسی: Judith Sheindlin) متولد ۱۹۴۲ بروکلین، قاضی، وکیل دادگستری، و شخصیت اصلی برنامه تلویزیونی قاضی جودی (به انگلیسی: Judge Judy) است.